# Tectona grandis
Tectona grandis, também chamada comercialmente de teca, é uma espécie de árvore de madeira de densidade média 0,67   gramas por centímetro cúbico, com marcantes características que a vocacionam para a construção naval, especialmente, no que diz respeito à durabilidade (devido a presença de oleosidade e sílica), coeficiente de retratibilidade baixo e relativa leveza, prestando-se, de forma insubstituível, à forração de conveses. Pertencente à família das verbenáceas, é nativa da Ásia, mais precisamente das florestas tropicais de monção do sudeste asiático (Índia, Myanmar, Tailândia e Laos) .

## Descrição
"Teca" (do sânscrito, através do malaiala-tâmul tekku) é o nome comum da Tectona grandis - uma árvore de grande porte e grande importância econômica em todo o mundo por sua madeira de qualidade, de cor clara e duradoura.
A teca é um dos produtos que são até o presente traficados na Estrada da Birmânia.
Em razão da grande demanda, especificamente para construção naval, a teca situa-se dentre as madeiras prediletas para o reflorestamento, encontrando-se cultivos espalhados pelo mundo, inclusive no Brasil, embora seja mais abundante na Índia, na Birmânia e na Indonésia.

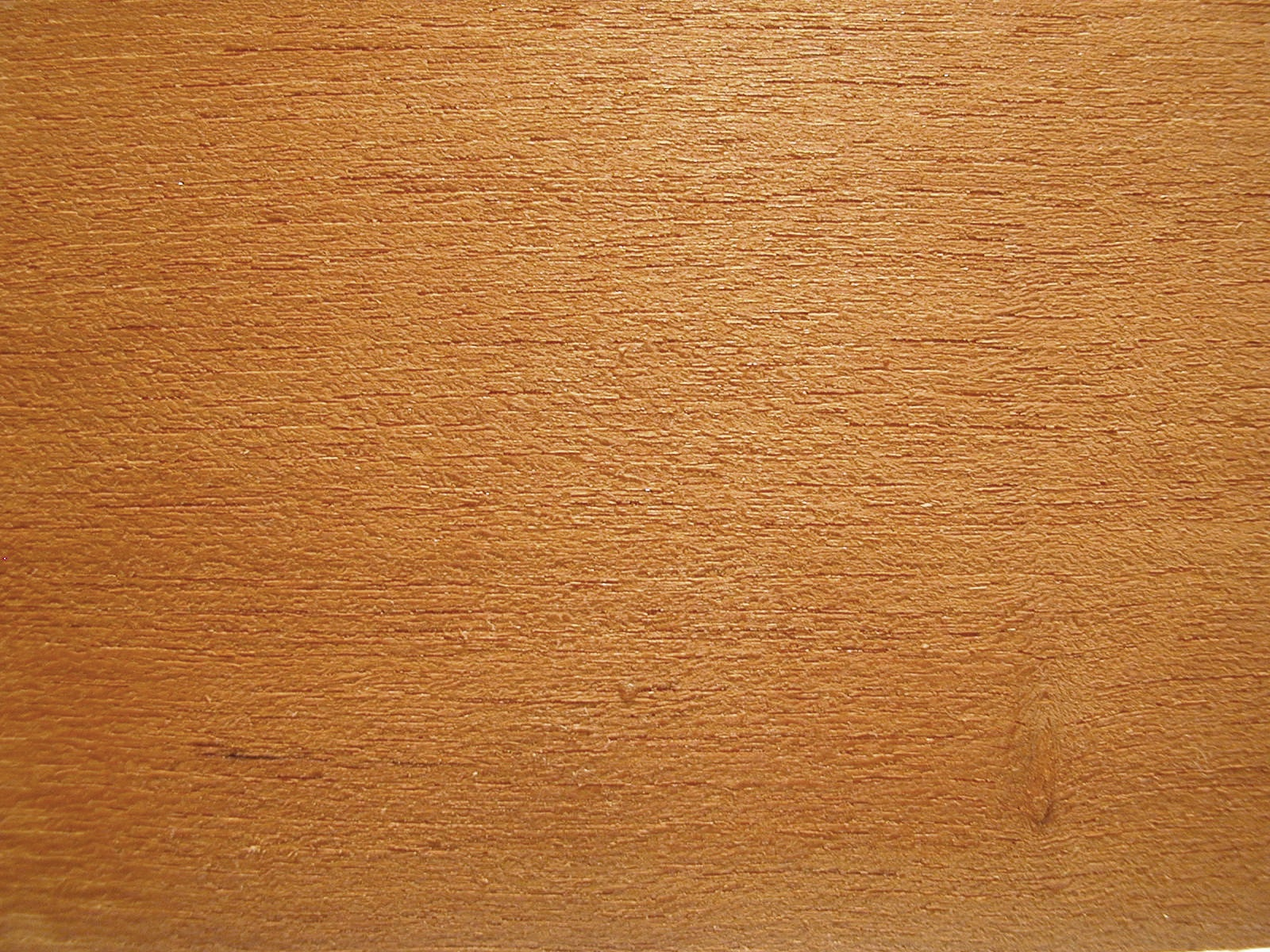
Madeira de teca (seca)

Outras madeiras podem substituir a teca, como o louro-preto (empregado pelos argentinos, que o denominam peteribí), o acapu (teca-do-pará), a itaúba, a taiúva e o pequiá — madeiras tropicais sem, no entanto, as mesmas características de durabilidade, estabilidade dimensional e relativa leveza.

## História
Os primeiros indícios da teca datam do ano 1495, quando foram encontrados, na costa da ilha de Tilos, na Grécia, destroços de navios, sugerindo que sua madeira é utilizada há séculos para construção naval.
A primeira plantação de teca foi no Sri Lanka no final do século XVII. A Nigéria foi o primeiro país, fora do continente asiático, em que a Teca foi introduzida (1902). Em seguida, Gana em 1905 e Costa do Marfim em 1929. Na América, os primeiros países a receberem a espécie foram Trinidad e Panamá, em 1913. A Costa Rica recebeu as primeiras plantações no final da década de 1920.
No Brasil, a primeira experiência aconteceu em Rio Claro, São Paulo e no Rio de Janeiro, no início do século XX. As primeiras plantações comerciais foram promovidas pela Cáceres Florestal S.A., no município de Cáceres, no Mato Grosso.

## Morfologia
A teca é uma árvore caducifólia, que perde suas folhas durante o inverno, no período de repouso vegetativo. É uma árvore de grande porte, com até 2,50 metros de diâmetro e 50 metros de altura. É uma espécie de hábito pioneiro, ou seja, ocupa, com velocidade, as clareiras abertas na floresta. É também uma planta heliófita, isto é, que exige plena exposição à luz do sol, não tolerando qualquer forma de sombreamento. Seu tronco geralmente é retilíneo, de se(c)ção circular e reduzida conicidade. A casca (ritidoma) tem a cor cinza ou marrom e, embora relativamente fino (cerca de 15 milímetros), parece ser isolante térmico, pois tem resistência ao fogo. Seu crescimento inicial em altura é muito rápido, chegando aos três metros no primeiro ano e aos cinco metros, ou mais, no segundo.
A teca possui folhas grandes, arredondadas e membranosas medindo, medindo em média, em média, 30 a 40 centímetros de comprimento por 25 centímetros de largura. No entanto, nos indivíduos mais jovens, com até 3 anos de idade, as folhas podem atingir o dobro dessas dimensões. Suas flores são pequenas e ordenadas em panículas.
As inflorescências aparecem de junho a setembro e os frutos amadurecem entre 3 e 22 meses depois. A polinização é feita por insetos (zoocoria) e cruzada, ou seja, uma planta só é polinizada por outro indivíduo, com autoincompatibilidade elevada. As sementes resultantes da autopolinização podem ocorrer, porém, apresentam baixo poder germinativo, quando comparadas com sementes oriundas de polinização cruzada
As flores se abrem poucas horas depois do amanhecer e o melhor período para a polinização ocorre entre as 11ː30 e as 13ː00. Os frutos da teca são drupas de coloração castanho-claro e são envoltos num cálice membranoso. Os frutos chegam a ser de 1 000 a 1 500 por árvore e, quando estão maduros, aos poucos vão caindo na estação seca seguinte, cobertos por uma camada marrom espessa e medindo 1,2 centímetro de diâmetro aproximadamente.

## Características da madeira
A madeira da teca mostra facilidade de secagem e estabilidade dimensional, possui fibras retas, uma textura mediana e oleosa ao tato, e uma fragrância suave depois de seca. A secagem a céu aberto (com pouca exposição ao sol) é rápida e satisfatória. Apresenta um alburno amarelado ou esbranquiçado, geralmente delgado, contrastando com o cerne, que é castanho-amarelo-dourado. Podem ser observados anéis de crescimento nítidos e diferenciados nos cortes transversais. A densidade básica da madeira de teca seca varia de 0,55 a 0,68 gramas por centímetro cúbico.
Além da construção naval, a madeira se presta à fabricação de móveis, estruturas, pisos, peças torneadas, chapas, painéis, postes e dormentes, por apresentar resistência à ação do sol, calor, frio, água de chuva e do mar. Também é uma madeira facilmente trabalhada. Em propriedades rurais, as árvores adultas, com mais de 20 anos, podem ser empregadas nas atividades agropecuárias como mourões, estacas, postes, palanques, etc. pois elas apresentam cerne com propriedades similares às melhores espécies para mourões, tais como aroeira, maçaranduba, itaúba, candeia, dentre outras. Quanto às árvores jovens, os melhores resultados são alcançados quando são tratadas quimicamente com preservativos.

## Clima, Relevo e Solo
A espécie suporta precipitações de 500 milímetros por ano e intensidades pluviométricas de até 5 100 milímetros por ano, mas apresenta seu melhor desenvolvimento em regiões onde a precipitação anual fica entre 1 250 e 3 750 milímetros, temperatura mínima de 13 °C e máxima de 43 °C, e uma estação biologicamente seca (disponibilidade hídrica menor que 50 milímetros por mês) de 3 meses. Embora a teca tolere uma grande variedade de climas, ela cresce melhor em condições tropicais moderadamente úmidas e quentes. Por isso, grande parte da área de distribuição natural da teca apresenta precipitação entre 1 300 e 2 500 milímetros por ano e uma estação seca de 3 a 5 meses. Os municípios das microrregiões do Alto rio Acre (Brasileia, Xapuri e Epitaciolândia) e todos os municípios da microrregião do Baixo Rio Acre (Acrelândia, Rio Branco, Bujari, Porto Acre, Senador Guiomard, Plácido de Castro e Capixaba) atendem às demandas edafoclimáticas. A teca é muito afetada por geadas, que limitam sua distribuição, afetando tanto as mudas como árvores jovens ou adultas. Os principais prejuízos acontecem nas partes suculentas do meristema apical, gemas, folhas, casca e câmbio jovem, atrasando o crescimento da árvore e o desenvolvimento do seu tronco.
Diversos tipos de solos e formações geológicas possibilitam o crescimento da árvore da teca, dependendo da sua profundidade, estrutura,  porosidade, drenagem e da capacidade de retenção de água. Suas raízes são sensíveis à deficiência de oxigênio, por isso ela se desenvolve melhor em solos com boa aeração. Esta característica de alta demanda por oxigênio resulta na concentração de 65% a 80% de suas raízes nas camadas superficiais, ou seja, nos primeiros 30 centímetros de solo. O desenvolvimento é melhor em solos profundos, bem drenados e férteis. O pH ótimo do solo é de 6,5 a 7,5, com disponibilidade de cálcio, pois a falta desse nutriente ocasiona raquitismo das árvores.
Quanto ao relevo, altitudes superiores a 1000 metros têm uma influência negativa para essa espécie. Pode até ser estabelecida uma cultura nessas altitudes, mas o rendimento final não será bom, podendo até mesmo tornar o empreendimento antieconômico. Terrenos acidentados também são impróprios e agem negativamente, principalmente, na qualidade final da madeira, em decorrênciadas tensões de crescimento no tronco.

## Propagação
No Brasil, há duas variedades da teca. A primeira, de origem birmanesa, é chamada tenasserim e é mais importante por possuir maior área plantada. Foi cultivada inicialmente no jardim botânico de Trinidad. A outra, procedente do Sri Lanka, foi inicialmente plantada no Jardim Botânico de Summit, no Panamá. Atualmente, estas duas procedências de teca são amplamente distribuídas na América Latina.

### Dormência das Sementes
Algumas sementes apresentam uma característica chamada de dormência, que é a capacidade de esperar as condições ideais para iniciar o processo de germinação. É entendida como um recurso utilizado pelas plantas para germinarem na época apropriada ao seu desenvolvimento, e que visa à perpetuação da espécie. Algumas chegam a interromper a germinação por algum motivo, como, por exemplo, a resistência do tegumento que envolve a semente, características fisiológicas e genéticas ou a combinação de vários fatores. A teca apresenta esta característica de dormência. Seus frutos possuem de uma a três sementes (ou raramente quatro), sendo que as plântulas advindas do fruto têm tamanhos distintos e, às vezes, nem todas conseguem germinar.
Estudos indicam que há várias técnicas para quebrar a dormência de sementes de teca, desde tratamentos químicos a procedimentos mecânicos. Uma forma simples e eficaz é submergi-la em água corrente. Para isso, colocam-se as sementes em sacos de juta ou náilon (aniagem), juntamente com um peso para que permaneçam no fundo de um reservatório com água limpa e corrente. Após 24 horas de hidratação, aplica-se um tratamento térmico, que consiste em colocar as sementes hidratadas num saco de lixo preto reforçado ou embrulhá-las numa lona preta e expor o recipiente a pleno sol durante 2 dias. Outra técnica bastante empregada consiste em colocar as sementes na água durante a noite e secá-las, a pleno sol, durante o dia. Repete-se este processo três vezes. Após realizar o procedimento de quebra de dormência, as sementes já estarão aptas para semeadura.

### Produção de Mudas
Existem várias técnicas de produção de mudas. Pode-se plantar as sementes em saquinhos de plástico ou em tubetes. No entanto, por questões de pragmatismo e economia, a do tipo toco é a mais viável forma de produzir as mudas de teca. Muda tipo toco é uma das técnicas para produção de mudas de raiz nua. A muda toco nada mais é que uma parte aérea 3 centímetros de comprimento e uma parte da raiz pivotante com cerca de 20 centímetros de comprimento. As vantagens da muda toco são:
- Não há necessidade de montar grandes estruturas de viveiros para produção de mudas.
- Dispensa o preparo de grande volume de substrato para enchimento de recipientes de mudas.
- Redução de mão de obra nas atividades de produção de mudas.
- Facilidade de transporte.
- Menor custo no plantio definitivo.

Estudos demonstram que o índice de pegamento em campo chega a mais de 98%, quando plantadas nos meses mais chuvosos. As desvantagens são o maior tempo para obtenção da muda apta ao campo (4 a 12 meses) e uma eventual necessidade de desbrota em campo.

### Canteiros
O canteiro deve ser instalado a pleno sol, sem nenhum tipo de sombreamento ou cobertura. A teca é altamente intolerante ao sombreamento em qualquer fase da vida. O local escolhido para instalação do canteiro também não deve ter problemas de drenagem e nem árvores ou outra vegetação que faça sombra. Os canteiros devem ter entre 1 e 1,2 metro de largura para facilitar a semeadura, a capina manual dos canteiros e, finalmente, a retirada das mudas tipo toco. A profundidade do canteiro deve ser, no mínimo, de 30 centímetros em terra preparada. O canteiro é preparado diretamente no solo do viveiro. Devem ser adicionados areia lavada, material orgânico decomposto e bem curtido ou, ainda, pó de serra, para garantir uma boa drenagem.
Os canteiros deverão ser semeados no período do ano mais quente e chuvoso. Após semeados, caso não ocorram chuvas num intervalo superior a 24 horas, os canteiros deverão ser irrigados diariamente. As sementes, após o tratamento de quebra de dormência, devem ser semeadas diretamente no substrato do canteiro, com espaçamento de 10 x 10 centímetros ou 10 x 5 centímetros. A parte da semente que apresenta a cicatriz de inserção com o cacho (panícula) deve ser posicionada preferencialmente para baixo. A semente não será totalmente enterrada no substrato, ficando uma pequena parte visível para facilitar o desenvolvimento adequado do sistema radicular da muda. Por fim, deve-se cobrir a semente com uma camada fina de pó de serra.
A germinação começa a partir da quinta semana. Mesmo com o processo de quebra da dormência, algumas sementes poderão levar meses para germinar.

## Sistema radicular
A teca apresenta uma raiz pivotante grossa e larga. Próximo à extremidade, sua aparência é esbranquiçada. Na base do tronco, pode ocorrer a formação de sapopembas, que aparecem por causa do material genético usado na propagação.

## Plantio definitivo
O espaçamento do plantio depende da qualidade do solo, da estratégia de manejo e da possibilidade de consórcio por meio de sistemas agroflorestais e silvipastoris. Na Região Norte do Brasil, empregam-se, principalmente, os seguintes espaçamentos em plantios comerciais: 2 x 2,5 metros (2 000 plantas por hectare), 3 x 2 metros (1 667 plantas por hectare), 3 x 3 metros (1 111 plantas por hectare), 5 x 5 metros (400 plantas por hectare) e até espaçamentos mais amplos em sistemas agroflorestais.

## Manejo do plantio
O número de capinas por ano é variável. Deve-se sempre evitar que as plantas daninhas se desenvolvam muito, aumentando a competição por água e nutrientes e dificultando a capina da área. Nos três primeiros anos devem ser previstas pelo menos duas roçagens ao ano. O controle das plantas espontâneas pode ser feito mecanicamente ou quimicamente, com uso de herbicidas. De qualquer forma, a vegetação residual (resto da capina) deve ser distribuída ao longo das linhas de plantio, independente da época da capina. Com o crescimento das árvores, os problemas causados pelas plantas invasoras diminuem, já que o sombreamento causado pela árvores crescidas inibe o desenvolvimento dessas invasoras pela baixa intensidade luminosa no local.
Além do controle das plantas espontâneas, os principais tratos silviculturais são: o controle das brotações em mudas tipo toco, a desrama e os desbastes. Outras atividades, como o controle de incêndios florestais, de formigas e de plantas invasoras, não devem ser esquecidas.

## Pragas e doenças
A teca é uma espécie relativamente resistente à manifestação de doenças graves, tanto em seu ambiente natural quanto nas plantações. A maioria das doenças em plantios de teca são encontradas da Índia, com poucas ocorrências registradas em plantações na África, América Latina e em algumas regiões de floresta nativa. A principal praga tem sido a larva-desfolhadora (Hyblaea puera Cramer, ordem Lepidoptera), que já ocasionou perdas de 44% no aumento volumétrico, em plantios na África e Ásia. O desfolhamento intenso pode ocasionar bifurcações, diminuindo o valor econômico do fuste.
As formigas são problemas em todos os plantios comerciais de espécies florestais. Portanto, os formigueiros devem ser identificados e combatidos antes mesmo do plantio, uma vez que os principais prejuízos causados pelas formigas em povoamentos de teca ocorrem em plantios jovens.
Mas, na rotina de condução dos plantios de teca, as formigas não constituem um problema sério. As formigas cortadeiras preferem outras plantas, e a existência de um sub-bosque com outra vegetação é um fator positivo para controlá-las. No entanto, o produtor não deve negligenciar o controle periódico dos formigueiros remanescentes e as novas infestações.

## Produção e economia

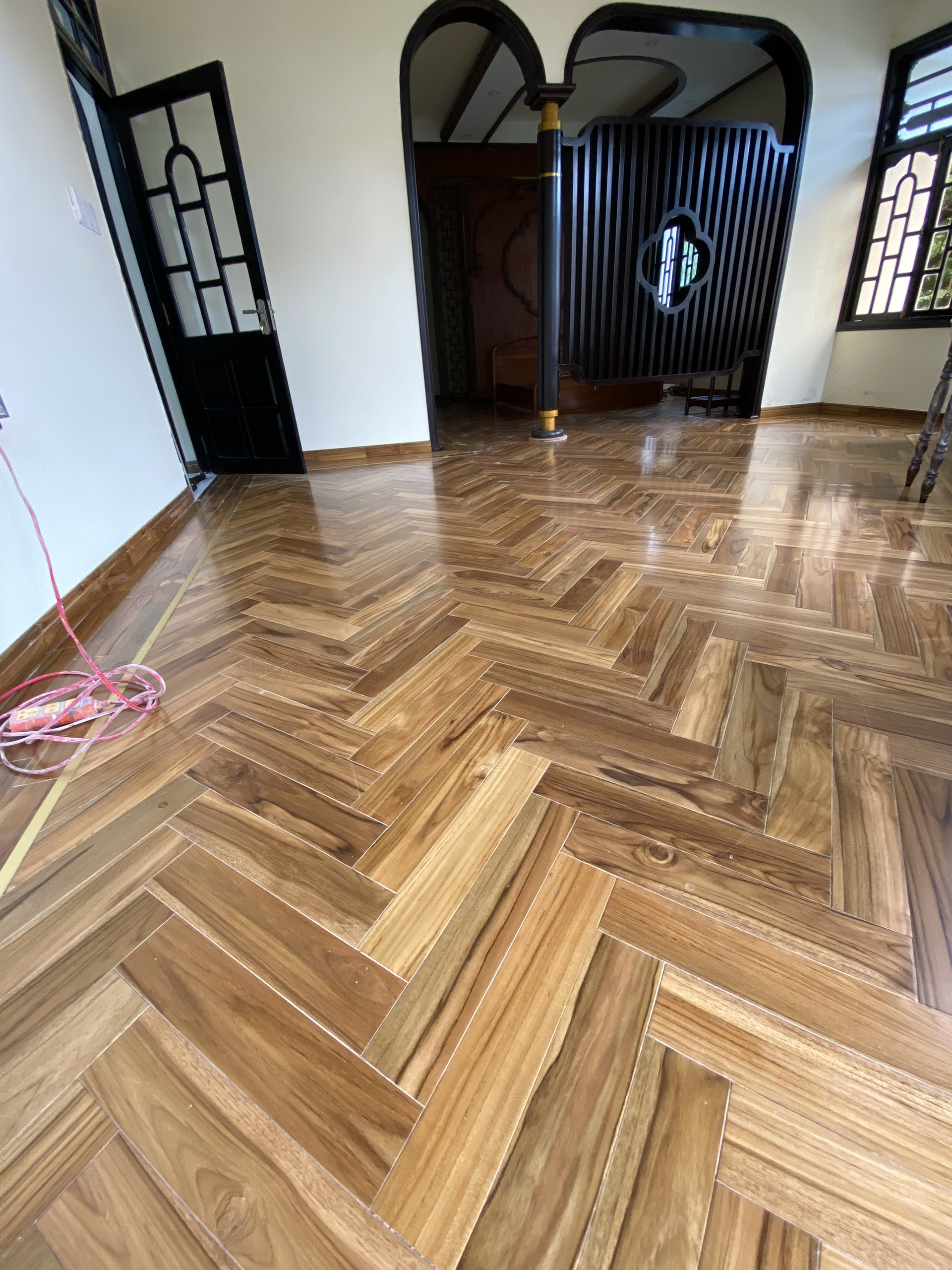
Piso de teca.

A questão florestal no Brasil quase sempre é abordada parcialmente, através dos diversos setores que utilizam a madeira como insumo principal. Em 2001, o produto interno bruto florestal brasileiro atingiu 21 bilhões de reais e as exportações somaram 4 bilhões de dólares estadunidenses. Levando-se em conta as dificuldades na aquisição de madeiras nobres e a inexistência de oferta dos reflorestamentos nativos, a introdução de espécies florestais exóticas no País trouxe grandes benefícios para o desenvolvimento social e econômico.
De fato, o mercado da teca é grande e com tendência de crescimento, ocasionado pela escassez de madeira oriundas de florestas naturais. O custo de instalação de uma plantação de teca depende da qualidade do solo (da quantidade de fertilizantes corretivos que será necessária para corrigi-lo), da densidade de plantio e da localização da área florestal. Em média, esse custo é de 650,00 dólares estadunidenses por hectare para uma densidade inicial de 1 667 árvores por hectare.
O custo médio de manutenção, considerando as atividades de administração, controle de formigas, roçagem, desrama, desbaste, controle de incêndios, fertilização, depreciação de equipamentos e outras ações secundárias, é de 45,00 dólares estadunidenses por hectare, para a mesma densidade de plantio.
Saber o momento certo para o corte final, bem como o momento dos desbastes, requer um acompanhamento sistemático do plantio, fazendo um inventário florestal contínuo e utilizando modelos de produção. Em média, a colheita é realizada a partir dos 25 anos de idade, período em que cada árvore remanescente terá volume aproximado de 1 metro cúbico. Os valores pagos por madeiras mais jovens e as dimensões ainda inadequadas (< que 35 centímetros na ponta fina das toras) fazem com que não se explore o máximo da rentabilidade do povoamento florestal. Assim, para a definição do momento do corte final, devem-se considerar aspectos econômicos. Ao definir o momento do corte final, são ponderadosː o montante de recursos investidos; a taxa de juros; o momento do mercado; e a produção e rendimento madeireiro. Dessa forma, a perspetiva do corte em povoamentos mais jovens nem sempre será a melhor alternativa. Em relação à teca adulta, a jovem é muito mais barata, com o metro cúbico custando, em média 12,5% do valor total da árvore de 25 anos.
Além disso, a madeira da teca tem boa aceitação no mercado, sendo considerada uma das mais valiosas e apreciadas do mundo, pois reúne um maior número de boas qualidades. A teca é insubstituível para determinados usos, devido a sua superioridade em relação a outras madeiras.
A madeira da teca goza de boa reputação e forte procura no mercado internacional, por suas boas qualidades, isto é, uma madeira moderadamente pesada, de boa resistência em relação ao peso, estável, durável, fácil de trabalhar e muito decorativa. Essas boas propriedades da madeira de teca lhe conferem múltiplas aplicações. No mercado internacional, onde seu preço é elevado, o uso se restringe às aplicações mais nobres, tais como: móveis finos, esquadrias, pisos, decoração interior e exterior, bancadas para laboratório, moldes industriais, dornas e construção naval. No entanto, nos países onde a teca é nativa ou florestada, seu uso é bem mais abrangente, incluindo o emprego generalizado da madeira de pequeno diâmetro dos desbastes e do alburno.
De maneira geral, o custo da teca varia bastante de acordo em função da idade da árvore e do transporte envolvido, ou seja, a localização da floresta de origem. Os valores variam bastante e chegam a atingir 24 mil reais por metro cúbico. Ainda assim, o preço é considerado bastante competitivo em relação a outras madeiras de reflorestamento e nativas.